# Sihasapa

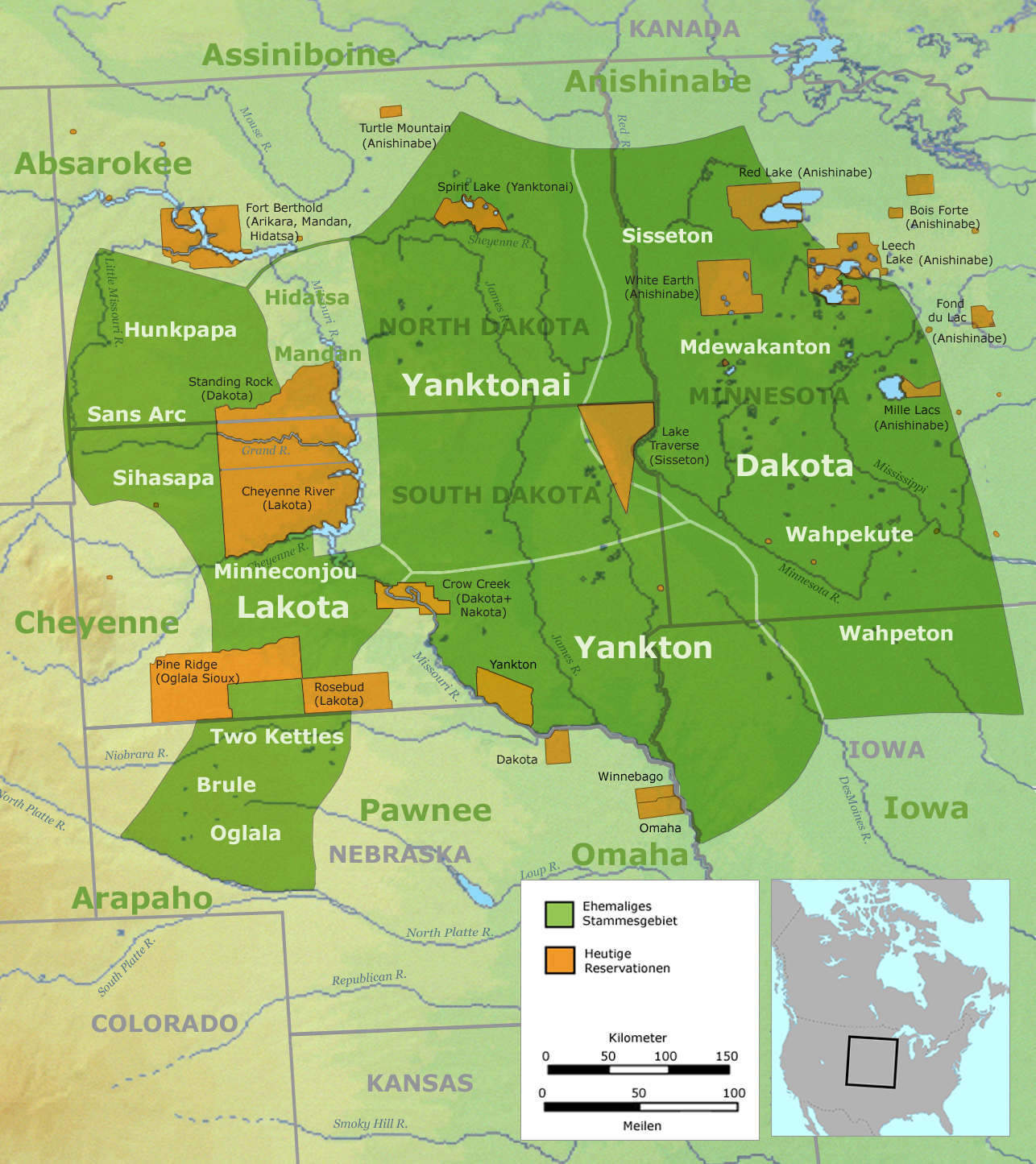

Il termine Sihasapa (Popolo dai Mocassini Neri) indica una tribù indiana facente parte del ceppo linguistico dei Lakota Sioux; ne furono capi famosi il più anziano Magashapa (Oca), Pezi (Erba il Vecchio) e il suo successore Mahto Wakouah (Orso all'Attacco) / [Okihe] Pezi (Erba il Giovane), che partecipò alla battaglia di Little Big Horn.
Attualmente i discendenti dei Sihasapa vivono nel Dakota del Sud, nella riserva Cheyenne River Indian Reservation (creata nel 1889 sulle ceneri della Grande Riserva Sioux), nell'ambito della Cheyenne River Lakota Oyate, insieme ai discendenti degli Oohenonpa, dei Minneconjou e dei Itazipcho.